# Кодоловщина
Кодо́ловщина (рос. Кодоловщина) — присілок у складі Орловського району Кіровської області, Росія. Входить до складу Орловського сільського поселення.
Населення становить 2 особи (2010).